# Der Schmied von Jüterbog

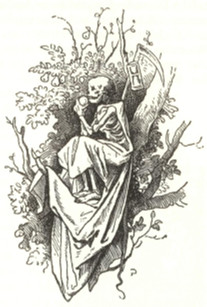
Holzschnitt, Ludwig Richter

Der Schmied von Jüterbog ist ein Märchen (AaTh 330). Es steht in Ludwig Bechsteins Deutschem Märchenbuch an Stelle 7 (1845 Nr. 9), 1838 in seinem Der Sagenschatz und die Sagenkreise des Thüringerlandes (Nr. 24: Der Schmied von Jüterbogk), und geht auf einen Text von Carl Ludloff zurück. Es geht um einen Schmied, der durch die falsche Wahl von drei gewährten Wünschen seine Erlösung verspielt.

## Schauplatz und Zeit

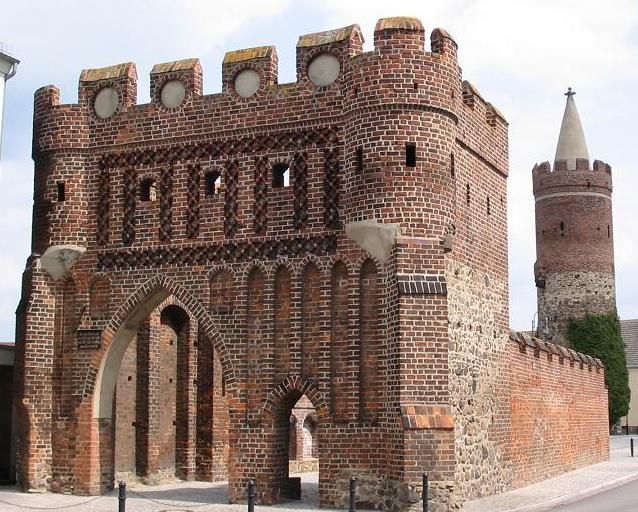
Dammtor in Jüterbog, 15. Jahrhundert

Schauplatz des Märchens ist die Brandenburgische Stadt Jüterbog, die als Hauptstadt des Niederen Flämings gilt und in der Reformation eine bedeutende Rolle spielte. Zeitlich ist die Geschichte im 12. Jahrhundert angesiedelt, in dem Albrecht der Bär 1157 die Mark Brandenburg gegründet und den deutschen Landesausbau nach Osten angestoßen hatte. In dieser Zeit kamen deutsche und zu einem großen Teil flämische Siedler in den nach ihnen benannten Landstrich und auch in das bald Magdeburgische Jüterbog und übernahmen die dort bereits bestehende slawische Siedlung. Das Jüterboger Handwerk konnte sich schnell einen guten Ruf erarbeiten.
Die heute fast vergessene Geschichte besaß für Oskar Schwebel in seiner Beschreibung des Höhenrückens noch 1881 einen hohen Stellenwert und dessen listige Hauptperson zählte seinerzeit zu den volkstümlichsten Gestalten des deutschen Märchens. Schwebel schrieb die Geschichte allerdings fälschlich den Brüdern Grimm zu. Schwebel: „[...] wer kennt ihn nicht, den ‚Schmied von Jüterbogk‘, [...]. Wer weiß nicht, wie er den Tod auf dem Apfelbaume festzuhalten und den Teufel in seinem Kohlensacke durchzubläuen wußte [...]?“
Die Brüder Grimm geben das Märchen in ihrer Anmerkung zu dem ähnlichen De Spielhansl wieder. Motive ähneln ihrem Bruder Lustig und Der Geist im Glas. Auch Bechsteins Märchen Die drei Wünsche spielt darauf an. Vgl. Ulrich Jahns Volksmärchen aus Pommern und Rügen Nr. 47 Schmied Siegfried und der Teufel, Nr. 49 Schmied Günther. Hans-Jörg Uther zufolge handelt es sich um eine ungewöhnliche Ausprägung von Philemon und Baucis sowie vom bergentrückten Herrscher (Barbarossa).

## Kurzdarstellung

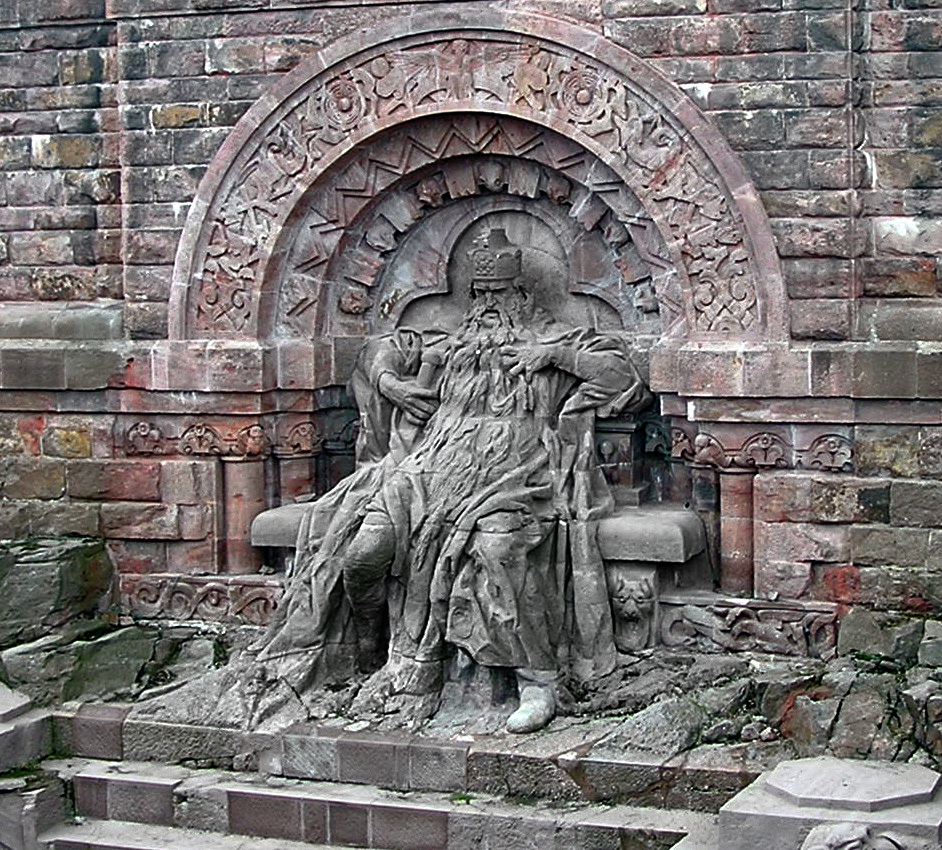
Darstellung Barbarossas am Kyffhäuserdenkmal

Der Schmied wird als überaus listig und geschickt beschrieben. So stellte er als kaiserlicher Rüstmeister Barbarossas eine Tinktur her, die Rüstungen und Harnische undurchdringlich machte. Als sein Schutzgeist ihm drei Wünsche gewährte und angesichts der ersten beiden törichten Wünsche mahnte: Vergiß das beste nicht, wählte der Schmied als letztes eine immer volle Flasche Schnaps. Der Flascheninhalt stellte sich als Lebenselixier heraus und bescherte ihm zusammen mit dem Silber, das der verkleidete Schutzgeist als Dank für die unentgeltliche Herberge und den Hufeisenbeschlag seines Esels hinterlassen hatte, ein langes Leben in Wohlstand. Die Erfüllung der beiden ersten Wünsche ermöglichte ihm zudem, erst den Tod und dann auch den Teufel abzuweisen, als diese an seine Tür klopften. Sehr viel später und müde von einem langen Leben suchte er Erlösung im Himmel, der ihm die Aufnahme jedoch verweigerte: „Hebe Dich weg, der Himmel bleibt Dir verschlossen; du hast das beste zu erbitten vergessen: die Seligkeit.“ Selbst die Hölle blieb ihm versperrt, da der Teufel, der auf dem Amboss ordentlich verdroschen worden war, noch eine gehörige Portion Angst vor ihm hatte.
Daraufhin stieg der Schmied hinab zu Kaiser Friedrich in den Kyffhäuser und wartet dort mit dem Rotbart und seinem Gefolge auf die Erlösung, die der Sage nach an dem Tag kommen soll, an dem keine Raben mehr um den Berg fliegen und ein alter, dürrer abgestorbener Birnbaum wieder ausschlägt. An diesem Tag entsteigt der Kaiser dem Berg und schlägt die große Befreiungsschlacht, nach der sich alle zur ewigen Ruhe begeben (dürfen).

## Literatur

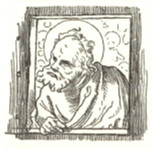
Holzschnitt, Ludwig Richter